# Peltonotus morio
Peltonotus morio är en skalbaggsart som beskrevs av Hermann Burmeister 1847. Peltonotus morio ingår i släktet Peltonotus och familjen Dynastidae. Inga underarter finns listade i Catalogue of Life.